# Åtvidabergs landsfiskalsdistrikt
Åtvidabergs landsfiskalsdistrikt var 1918–1964 ett landsfiskalsdistrikt i Östergötlands län, bildat som Bankekinds landsfiskalsdistrikt när Sveriges indelning i landsfiskalsdistrikt trädde i kraft den 1 januari 1918, enligt beslut den 7 september 1917. När Sveriges nya indelning i landsfiskalsdistrikt trädde i kraft den 1 oktober 1941 (enligt kungörelsen den 28 juni 1941) ändrades distriktets namn till Åtvidabergs landsfiskalsdistrikt. Den 1 januari 1965 avskaffades i Sverige samtliga landsfiskaler och landsfiskalsdistrikt, och deras arbetsuppgifter delades upp på de nyskapade indelningarna polisdistrikt, åklagardistrikt och kronofogdedistrikt.
Landsfiskalsdistriktet låg under länsstyrelsen i Östergötlands län.

## Ingående områden
Den 1 oktober 1941 (enligt kungörelsen den 28 juni 1941) tillfördes kommunerna Landeryd och Vist från det upplösta Linköpings landsfiskalsdistrikt. 1 januari 1947 ombildades Åtvids landskommun till Åtvidabergs köping. När Sveriges nya indelning i landsfiskalsdistrikt trädde i kraft den 1 januari 1952 (enligt kungörelsen 1 juni 1951) ändrades distriktets omfattning. Den 1 januari 1961 överfördes den samtidigt upplösta Askeby landskommun till Valkebo landsfiskalsdistrikt.

### Från 1918
Bankekinds härad:
- Askeby landskommun
- Bankekinds landskommun
- Björsäters landskommun
- Grebo landskommun
- Vårdsbergs landskommun
- Värna landskommun
- Åtvids landskommun
- Örtomta landskommun

### Från 1 oktober 1941
Bankekinds härad:
- Askeby landskommun
- Bankekinds landskommun
- Björsäters landskommun
- Grebo landskommun
- Vårdsbergs landskommun
- Värna landskommun
- Åtvids landskommun (från 1 januari 1947 Åtvidabergs köping)
- Örtomta landskommun

Hanekinds härad:
- Landeryds landskommun
- Vists landskommun

### Från 1 januari 1952
- Askeby landskommun
- Björsäters landskommun
- Åtvidabergs köping

### Från 1 januari 1961
- Björsäters landskommun
- Åtvidabergs köping